# Avião
Um avião ou aeroplano é uma aeronave de asa fixa que é impulsionada pelo empuxo de um motor a jato, hélice ou motor de foguete. Os aviões vêm em uma variedade de tamanhos, formatos e configurações de asas. O amplo espectro de usos dos aviões inclui recreação, transporte de mercadorias e pessoas, militar e experimental.
Em todo o mundo, a aviação comercial transporta mais de quatro bilhões de passageiros anualmente em companhias aéreas e transporta mais de 200 bilhões de toneladas-quilômetros de carga anualmente, o que representa menos de 1% do movimento de carga mundial. A maioria dos aviões é pilotada por um piloto a bordo da aeronave, mas alguns são projetados para serem controlados remotamente ou por computador, como os drones.
Os irmãos Wright inventaram e pilotaram o primeiro avião em 1903, reconhecido como "o primeiro voo sustentado e controlado com motor mais pesado que o ar". Eles se basearam nas obras de George Cayley datadas de 1799, quando ele estabeleceu o conceito do avião moderno (e mais tarde construiu e voou modelos e planadores de transporte de passageiros de sucesso) e no trabalho do pioneiro alemão da aviação humana Otto Lilienthal, que, entre 1867 e 1896, também estudou voos mais pesados que o ar. As tentativas de voo de Lilienthal em 1891 são vistas como o início do voo humano.
Após seu uso limitado na Primeira Guerra Mundial, a tecnologia aeronáutica continuou a se desenvolver. Os aviões estiveram presentes em todas as principais batalhas da Segunda Guerra Mundial. O primeiro avião a jato foi o alemão Heinkel He 178 em 1939. O primeiro avião a jato comercial, o de Havilland Comet, foi lançado em 1952. O Boeing 707, o primeiro jato comercial de grande sucesso, esteve em serviço comercial por mais de 50 anos, de 1958 a 2013.

## Etimologia
A palavra deriva do francês aéroplane, que vem do grego ἀήρ (aēr), "ar" e também Latim planus, "nível", ou grego πλάνος (planos), "errante". "Aéroplane" originalmente se referia apenas à asa, pois é um plano que se move no ar.

## História

### Antecedentes
Muitas histórias da antiguidade envolvem voar, como a lenda grega de Ícaro e Dédalo, e a Vimana em antigos épicos indianos. Por volta de 400 a.C., na Grécia Antiga, Arquitas tinha a reputação de ter projetado e construído o primeiro dispositivo voador artificial e autopropelido, um modelo em forma de pássaro impulsionado por um jato do que provavelmente era vapor, que teria voado cerca de 200 metros de altura. Esta máquina pode ter sido suspensa durante o seu voo.
Algumas das primeiras tentativas registradas com planadores foram as do poeta andaluz e de língua árabe do século IX , Abas ibne Firnas, e do monge inglês do século XI, Eilmer de Malmesbury; ambos os experimentos feriram seus pilotos. Leonardo da Vinci pesquisou o desenho das asas dos pássaros e projetou uma aeronave movida pelo homem em seu Códice sobre os Voos dos Pássaros (1502), observando pela primeira vez a distinção entre o centro de massa e o centro de pressão dos pássaros voadores.

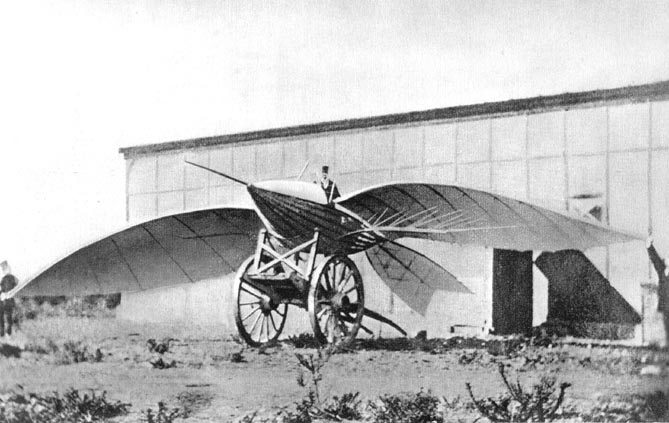
Le Bris e seu planador, Albatros II, fotografado por Nadar, 1868

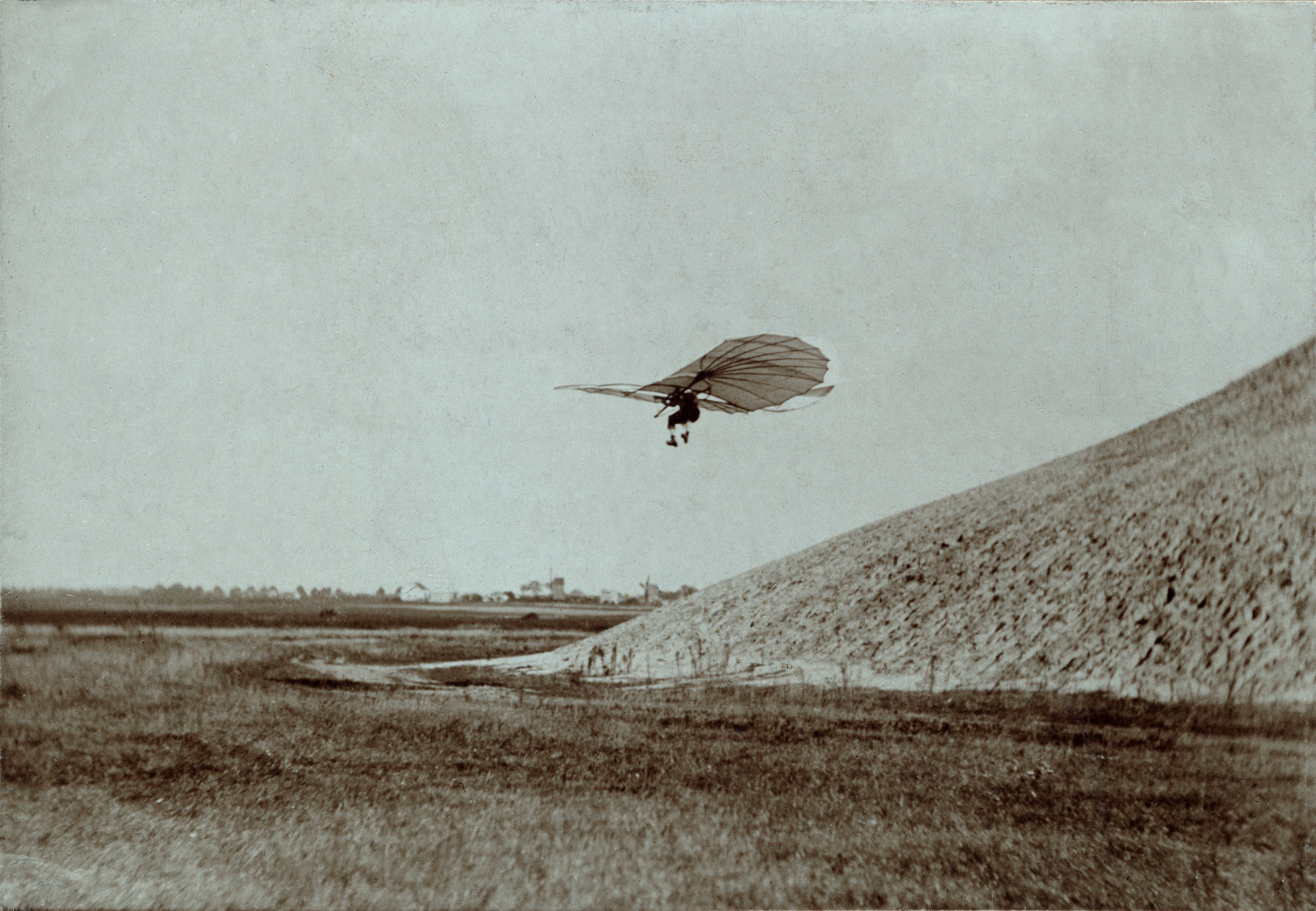
Otto Lilienthal em pleno voo, Berlim, c. 1895

Em 1799, o inglês George Cayley apresentou o conceito do avião moderno como uma máquina voadora de asa fixa com sistemas separados de sustentação, propulsão e controle. Cayley estava construindo e pilotando modelos de aeronaves de asa fixa já em 1803 e construiu um planador para transporte de passageiros de sucesso em 1853. Em 1856, o francês Jean-Marie Le Bris fez o primeiro voo motorizado, ao ter seu planador "L'Albatros artificiel" puxado por um cavalo na praia. Depois, o russo Alexander F. Mozhaisky também fez alguns designs inovadores. Em 1883, o estadunidense John J. Montgomery fez um vôo controlado em planador. Outros aviadores que realizaram voos semelhantes naquela época foram Otto Lilienthal, Percy Pilcher e Octave Chanute.
Sir Hiram Maxim construiu uma nave que pesava 3,5 toneladas, com 34 metros de envergadura e que era movida por dois motores a vapor de 360 cavalos (270 kW) acionando duas hélices. Em 1894, sua máquina foi testada com trilhos suspensos para evitar que subisse. O teste mostrou que ele tinha sustentação suficiente para decolar. A nave era incontrolável e presume-se que Maxim percebeu isso porque posteriormente abandonou o trabalho nela.
Entre 1867 e 1896, o alemão pioneiro da aviação humana Otto Lilienthal desenvolveu voos mais pesados que o ar. Ele foi a primeira pessoa a fazer voos planados bem documentados, repetidos e bem-sucedidos. O trabalho de Lilienthal levou-o a desenvolver o conceito de asa moderna, suas tentativas de voo em 1891 são vistas como o início do voo humano, o "Lilienthal Normalsegelapparat" é considerado o primeiro avião em série a produção e seu trabalho inspiraram fortemente os irmãos Wright.
Na década de 1890, Lawrence Hargrave conduziu pesquisas sobre estruturas de asas e desenvolveu uma pipa que levantava o peso de um homem. Seus designs de pipa foram amplamente adotados. Embora ele também tenha desenvolvido um tipo de motor rotativo de aeronave, ele não criou e pilotou uma aeronave motorizada de asa fixa.

### Primeiros voos motorizados

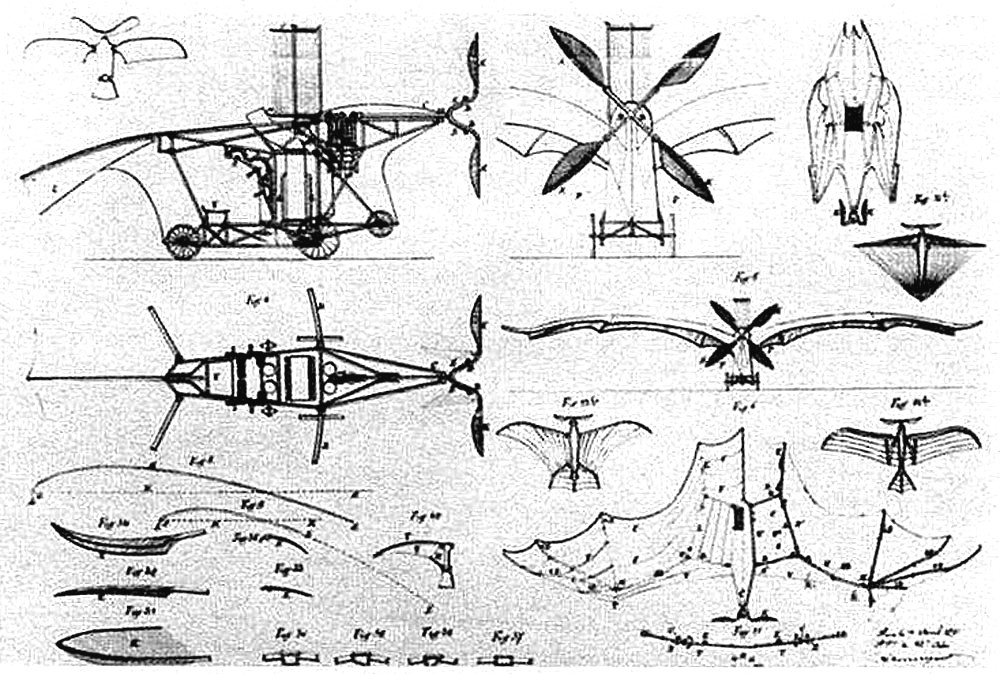
Desenhos patenteados de Éole de Clément Ader

O francês Clément Ader construiu a sua primeira de três máquinas voadoras em 1886, a Éole. Era um projeto semelhante a um morcego, movido por uma máquina a vapor leve de sua própria invenção, com quatro cilindros desenvolvendo 20 cavalos (15 kW), acionando uma hélice de quatro pás. O motor não pesava mais do que 4 quilogramas por kilowatt. As asas tinham envergadura de 14 metros. O peso total foi 300 quilogramas. Em 9 de outubro de 1890, Ader tentou pilotar o Éole. Os historiadores da aviação dão crédito a este esforço como uma decolagem motorizada e um salto descontrolado de aproximadamente 50 metros a uma altura de aproximadamente 200 milímetros. Não foi documentado que as duas máquinas subsequentes de Ader tenham alcançado voo.

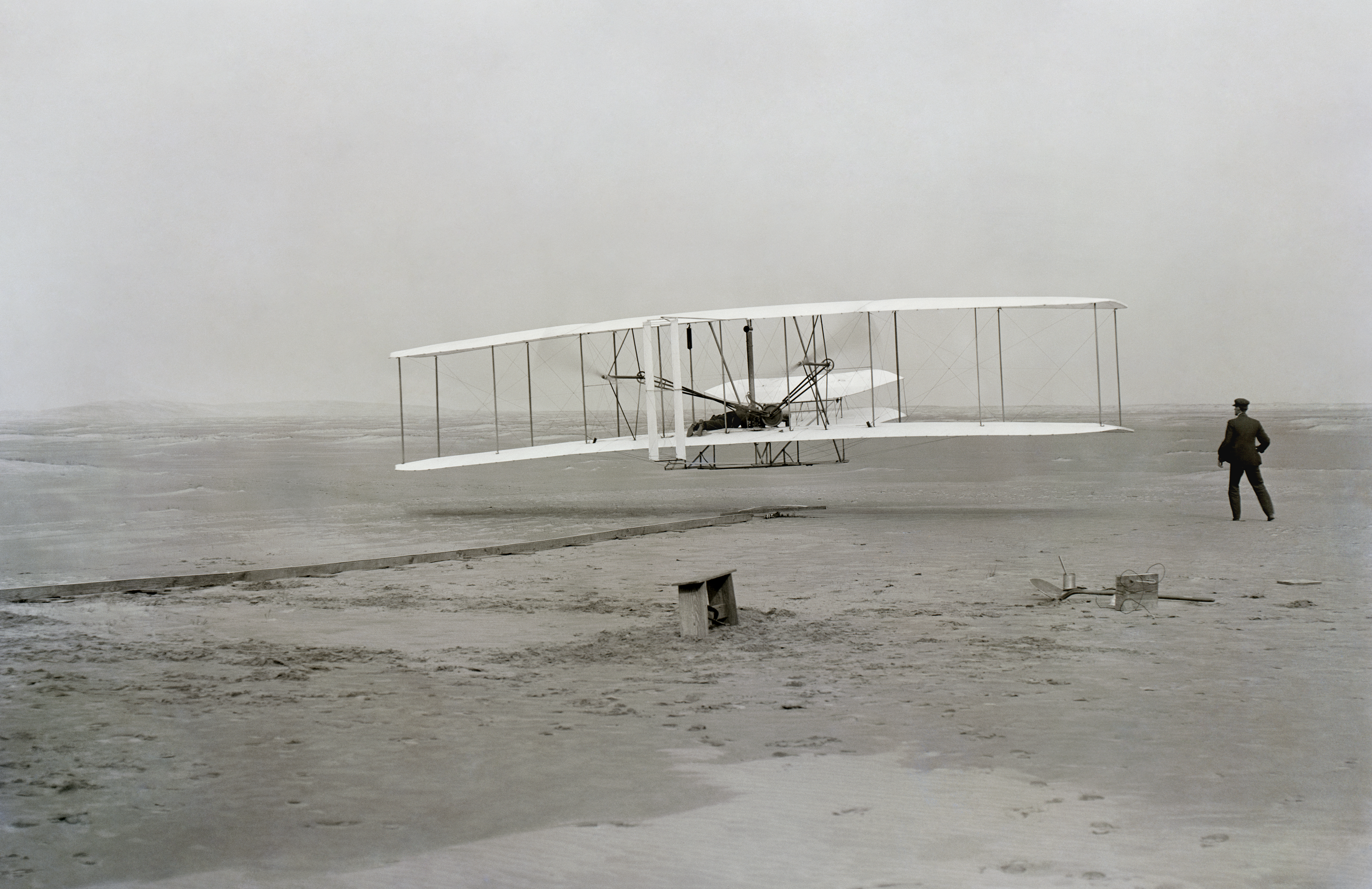
Wright Flyer dos estadunidenses Irmãos Wright em 1903

Os voos dos estadunidenses irmãos Wright em 1903 são reconhecidos pela Fédération Aéronautique Internationale (FAI), o órgão que estabelece padrões e mantém registros para a aeronáutica, como "o primeiro voo sustentado e controlado com motor mais pesado que o ar".

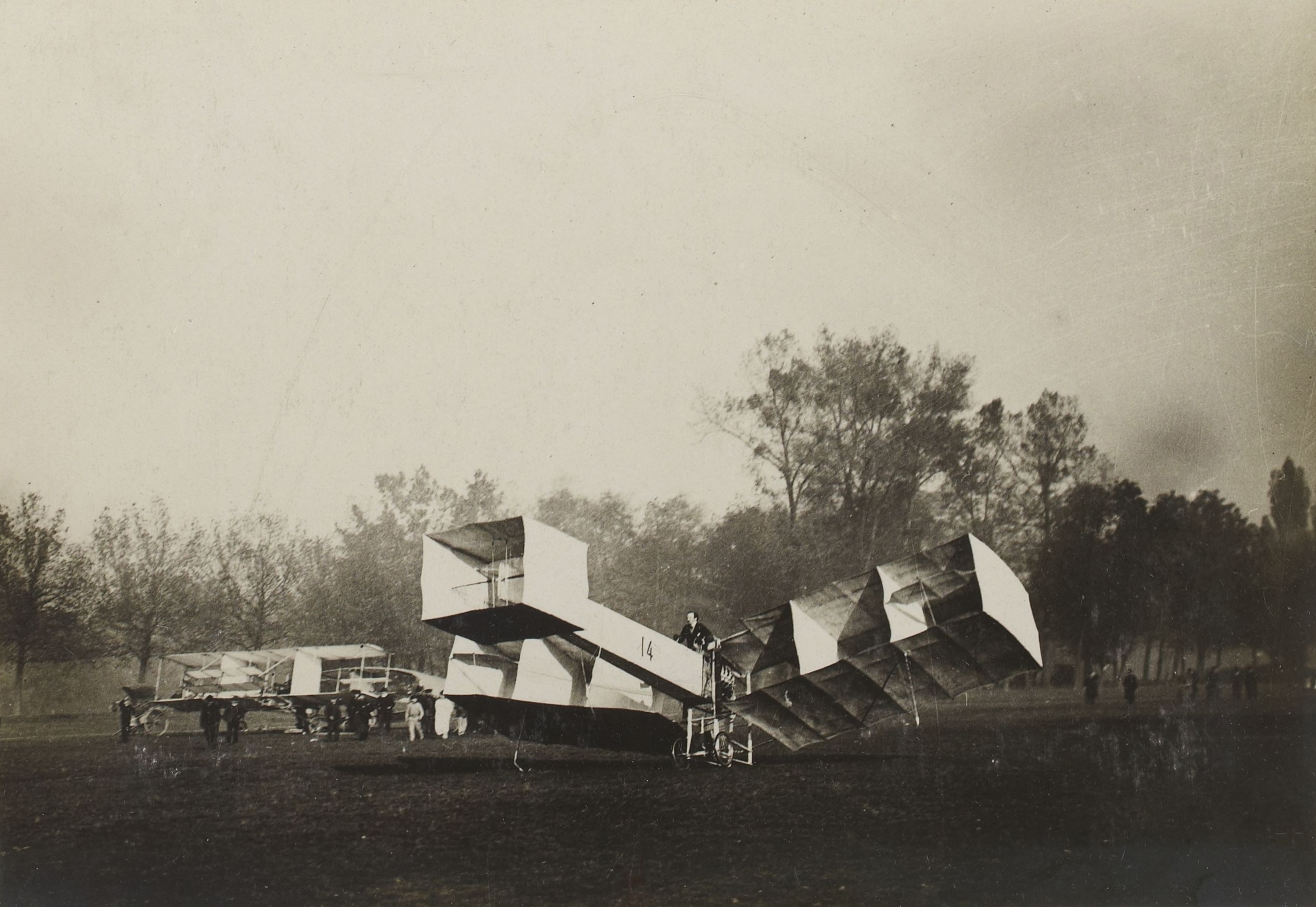
14-bis de Santos Dumont entre 1906 e 1907

Em 1906, o brasileiro Alberto Santos-Dumont fez o que se dizia ser o primeiro voo de avião sem catapulta e estabeleceu o primeiro recorde mundial reconhecido pelo Aéro-Club de France ao voar 220 metros em menos de 22 segundos. Este voo também foi certificado pela FAI.
Um dos primeiros projetos de aeronave que reuniu a configuração moderna do trator monoplano foi o projeto Blériot VIII de 1908. Ele tinha superfícies de cauda móveis controlando tanto a guinada quanto a inclinação, uma forma de controle de rotação fornecida pelo empenamento das asas ou por ailerons e controlada por seu piloto com um joystick e uma barra de leme. Foi um importante antecessor de sua aeronave posterior de travessia do Canal da Mancha por um Blériot XI no verão de 1909.
A Primeira Guerra Mundial serviu de teste para o uso do avião como arma. Os aviões demonstraram o seu potencial como plataformas móveis de observação e depois provaram ser máquinas de guerra capazes de causar baixas ao inimigo. A primeira vitória aérea conhecida com um caça sincronizado armado com metralhadora ocorreu em 1915, pelo alemão Kurt Wintgens da Luftstreitkräfte. Ases de lutadores apareceram; o maior (em número de vitórias em Combates Aéreos) foi Manfred von Richthofen, também conhecido como o Barão Vermelho.
Após a Primeira Guerra Mundial, a tecnologia aeronáutica continuou a se desenvolver. Alcock e Brown cruzaram o Atlântico sem escalas pela primeira vez em 1919. Os primeiros voos comerciais internacionais ocorreram entre os Estados Unidos e o Canadá em 1919.
Os aviões estiveram presentes em todas as grandes batalhas da Segunda Guerra Mundial. Eles foram um componente essencial das estratégias militares do período, como a Blitzkrieg alemã, a Batalha da Grã-Bretanha e as campanhas de porta-aviões estadunidenses e japoneses da Guerra do Pacífico.

### Desenvolvimento de aviões a jato

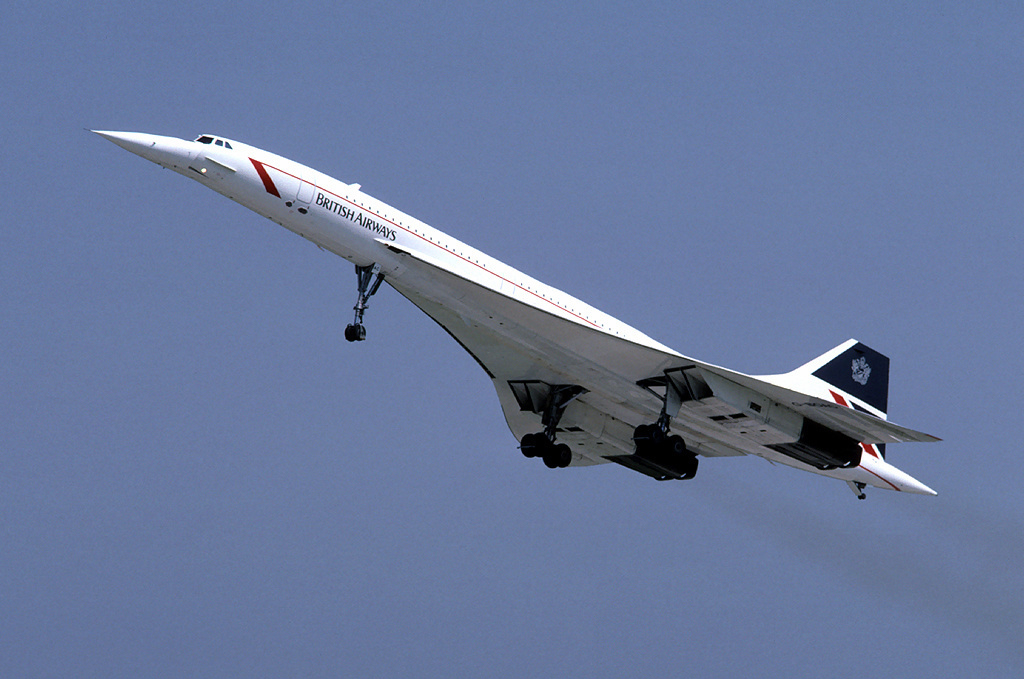
O avião de transporte supersônico Concorde

O primeiro avião a jato funcional foi o alemão Heinkel He 178, testado em 1939. Em 1943, o Messerschmitt Me 262, o primeiro caça a jato operacional, entrou em serviço na Luftwaffe alemã. O primeiro avião a jato comercial, o de Havilland Comet, foi lançado em 1952. O Boeing 707, o primeiro jato comercial de grande sucesso, esteve em serviço comercial por mais de 50 anos, de 1958 a 2010. O Boeing 747 foi o maior avião de passageiros do mundo desde 1970 até ser superado pelo Airbus A380 em 2005.
Os voos supersônicos de aviões comerciais, incluindo os do Concorde, foram limitados a voos sobre a água em velocidade supersônica por causa de seu estrondo sônico, que é proibido na maioria das áreas terrestres populosas. O alto custo de operação por passageiro-milha e um acidente mortal em 2000 induziram os operadores do Concorde a retirá-lo de serviço.

## Sustentação

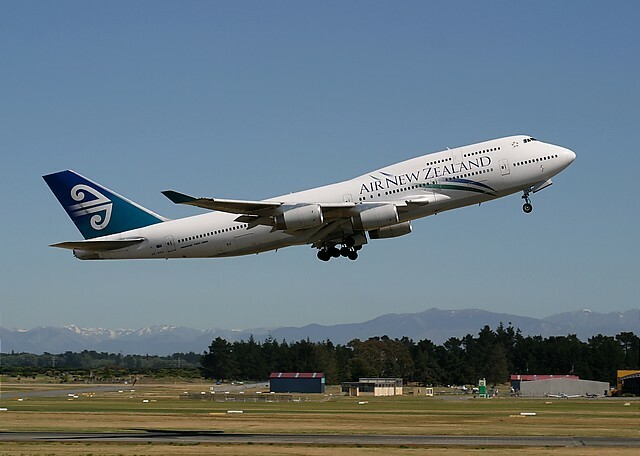
Boeing 747 da Air New Zealand levanta voo do Aeroporto Internacional de Christchurch, Nova Zelândia.

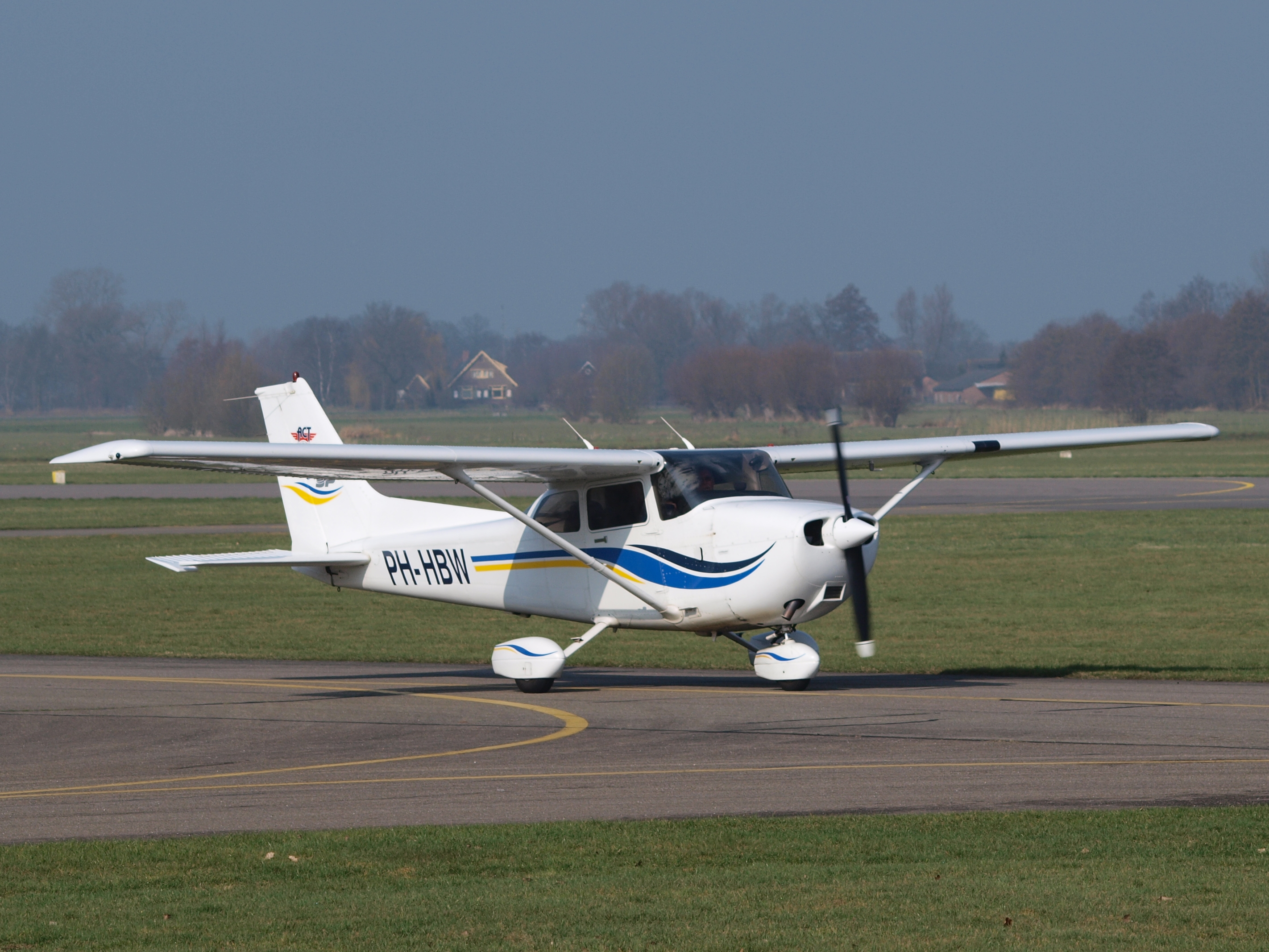
Um Cessna 172, um avião monomotor.

Um avião alça voo devido às reações aerodinâmicas que acontecem quando ar passa em alta velocidade pela asa. Quando isto acontece, ele é forçado a passar por baixo e por cima desta ao mesmo tempo. O comprimento da asa é maior na parte superior graças a uma curvatura e, em razão disto, o ar em velocidade não possui pressão suficiente para retornar ao perfil desta curvatura, gerando uma zona de baixa pressão na parte superior posterior da asa. Estando a pressão na parte inferior bem maior, em razão desta face não possuir um perfil curvado, mas mais próximo de uma reta, a asa se vale da diferença de impacto gasoso do ar atmosférico (maior em baixo, menor em cima) para adquirir sustentação.
Algumas explicações invocam uma interpretação errada a partir do Princípio de Bernoulli, afirmando que o fluxo de ar na parte de cima de uma asa é mais rápido que na parte de baixo. A verdade é que ambos os fluxos possuem velocidades praticamente iguais, porém com direções diferentes. Ensaios exaustivamente repetidos mostram que uma molécula de ar que flui na parte inferior de uma asa a percorre muito mais rápido que uma mesma molécula na parte superior, obviamente pelo fato lógico de se deslocar numa trajetória mais direta e não curva, como acontece na superfície superior. Embora muito presente em quase todas as explicações sobre aerodinâmica, a teoria do ar mais rápido em cima da asa é uma explicação errada e ilógica, pois não há fonte energética que acelere o ar acima de uma asa. Trata-se apenas de uma questão de perfil de asa e aerodinâmica. É claro que o efeito do impacto das moléculas de ar de forma mais drástica na parte inferior da asa permite que esta, livre e em suas condições normais, tenda sempre à subir, nunca a descer.
Os aviões necessitam de uma velocidade elevada para que a diferença entre a pressão do ar sob e sobre a asa seja suficiente para a sustentação da aeronave. Devido a essas altas velocidades, um avião precisa percorrer uma certa distância em solo antes de alcançar a velocidade suficiente para a decolagem, o que justifica a necessidade de uma pista de pouso e decolagem em terreno longo e plano para a atingir. Para aeronaves maiores e mais pesadas, maior terá de ser o comprimento da pista e a velocidade necessária para a decolagem, dado o maior esforço necessário. A pista também atende ao propósito inverso: permite que a aeronave toque o solo em alta velocidade e tenha espaço para frenar com segurança, transitando suavemente entre veículo aéreo para terrestre novamente.

## Tipos de aviões
Quanto ao número motores, os aviões classificam-se em monomotores, bimotores, trimotores, quadrimotores. Alguns modelos, como o Antonov 225 e o experimental Hughes H-4 têm seis e oito motores, respectivamente. Quanto à velocidade, os aviões pode ser subsônicos e supersônicos.
Quanto ao tipo de motores e propulsão, os aviões podem ser a hélice acionada por um motor de combustão interna, turboélice, a jato e hélice acionada por motor elétrico. Entre o século XIX e o século XX realizaram-se algumas experiências com aeronaves a vapor.

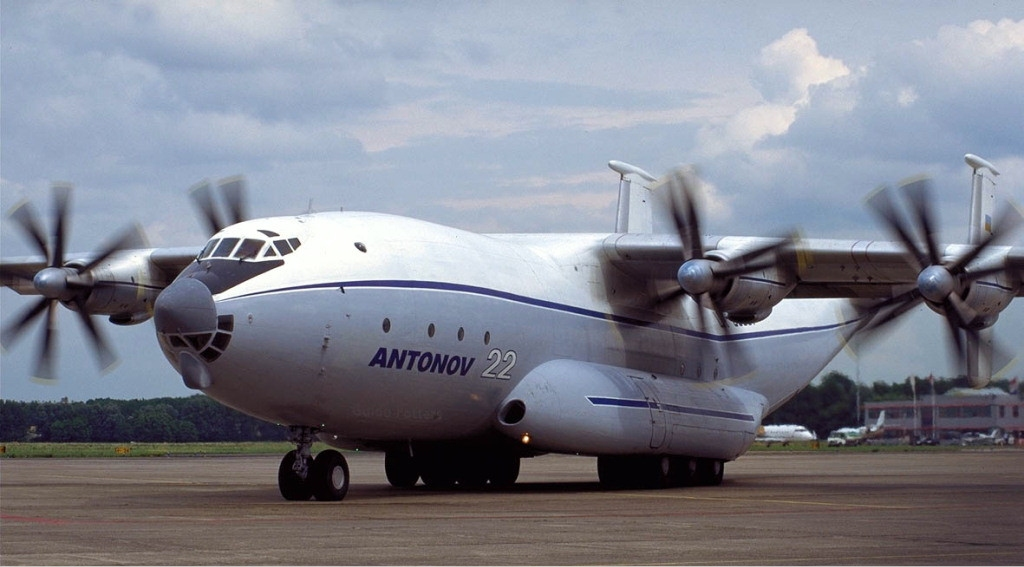
Antonov An-22, o maior turboélice da história.

### Aviões a hélice acionada por motor de combustão interna
Antes dos adventos do turbojato e turboélice, que se difundiram a partir da década de 1940, os aviões utilizavam motores de combustão interna para acionar diretamente o eixo da hélice, criando o empuxo necessário para a movimentação da aeronave, como o Junkers Ju 49.

### Aviões turboélice
Aviões turboélices são aqueles que fazem uso de motores à reação (jato) para impulsionar uma turbina ligada ao eixo da hélice. Em particular os turboélices são relativamente silenciosos, mas possuem velocidades, capacidade de carga e alcance menores do que os similares a jato. Porém, são sensivelmente mais baratos e econômicos do que os aviões a jato, o que os torna a melhor opção para pessoas que desejem possuir um avião próprio ou para pequenas companhias de transporte de passageiros e/ou carga.

### Aviões a jato

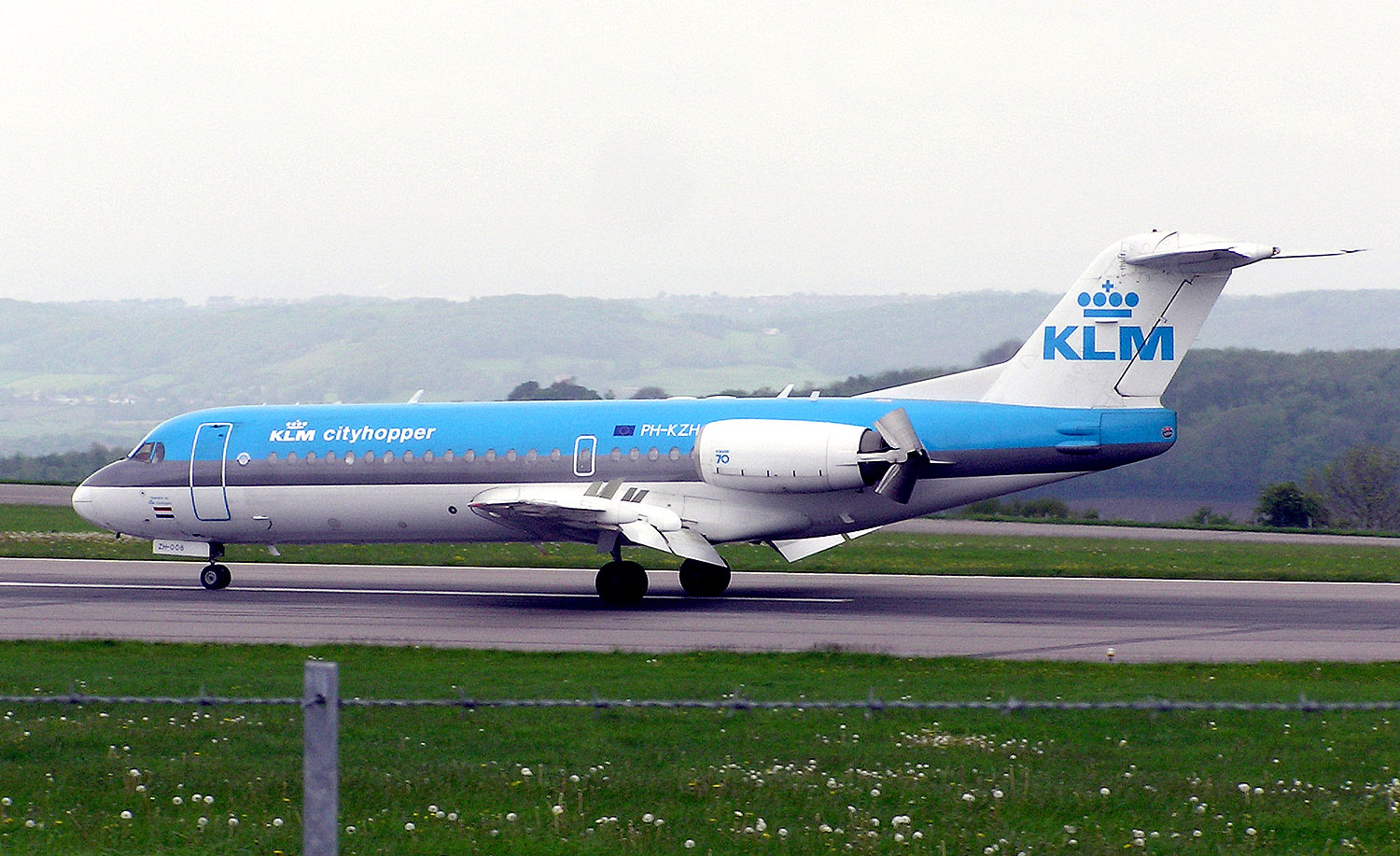
Um Fokker 70 da KLM em operação de aterrissagem. Observe a parte traseira do motor, que inverte o sentido da propulsão. Desse modo, o avião é empurrado para trás, com o intuito de pará-lo.

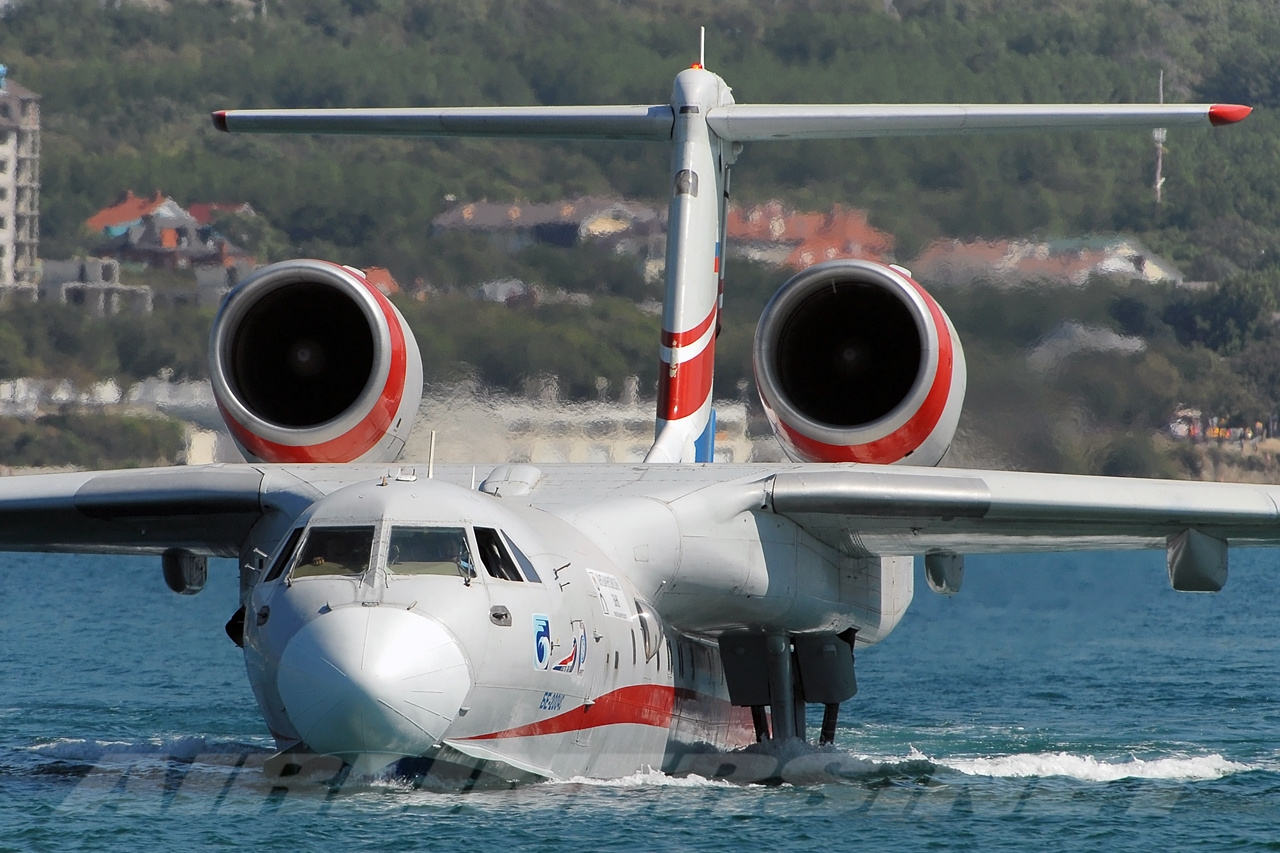
Jato anfíbio Beriev Be-200.

O primeiro avião com um propulsor a jato, denominado termojato, foi o Coandă-1910, criado pelo romeno Henri Coandă. Aviões a jato possuem muito mais força e criam um impulso muito maior do que aviões que fazem uso de turbo-hélices. Como consequência, podem carregar muito mais peso e possuem maior velocidade do que turbo-hélices. Um porém é a grande quantidade de som criada pelo motor a reação; isto torna aviões a jato uma fonte de poluição sonora.
Grandes widebodies (fuselagem larga), como o Airbus A340 e o Boeing 777, podem carregar centenas de passageiros e várias toneladas de carga, podendo percorrer uma distância de até 16 mil quilómetros - pouco mais de um terço da circunferência terrestre.
Aviões a jato possuem altas velocidades de cruzeiro (700 a 900 km/h) e velocidades de decolagem e pouso (150 a 250 km/h). Numa operação de aterrissagem, devido à alta velocidade, o avião a jato faz grande uso dos flaps para permitir uma aproximação em velocidade mais baixa (pois estes aumentam a superfície das asas e consequentemente a sustentação), e do reverso, equipamento que inverte o sentido do fluxo de ar com o intuito de diminuir a velocidade da aeronave após tocar o solo.
A evolução dos aviões turbojato são os que utilizam motores turbofan. Em um turbojato, todo o ar comprimido mistura-se ao combustível, é comprimido na câmara de combustão e aciona uma turbina que gera todo o empuxo. Em um turbofan, os gases a alta pressão produzidos pelo motor a reação são usados também para acionar um segundo compressor, que impulsiona o ar pressurizado diretamente para o bocal de saída, gerando um empuxo adicional pela velocidade do ar expelido.

### Aviões a eletricidade
Os aviões movidos a eletricidade utilizam motores elétricos que impulsionam hélices que geram o empuxo. Entre os dispositivos desenvolvidos para armazenar e fornecer a eletricidade necessária, estão as células solares, que convertem a luz solar diretamente em eletricidade, as células de combustível, que extraem seus reagentes de uma fonte externa, e as baterias, que podem reter uma carga elétrica significativa, embora seu peso ainda limite a autonomia. Aeronaves totalmente elétricas, que utilizam a energia de baterias ou células de combustível, operam sem emitir poluentes. O modelo experimental Solar Impulse utiliza células solares para gerar a energia elétrica para seus motores. A aeronave híbrida elétrica emprega motor de combustão interna para acionar um conjunto gerador/motor elétrico, o que possibilita um aumento da autonomia.

### Aviões supersônicos

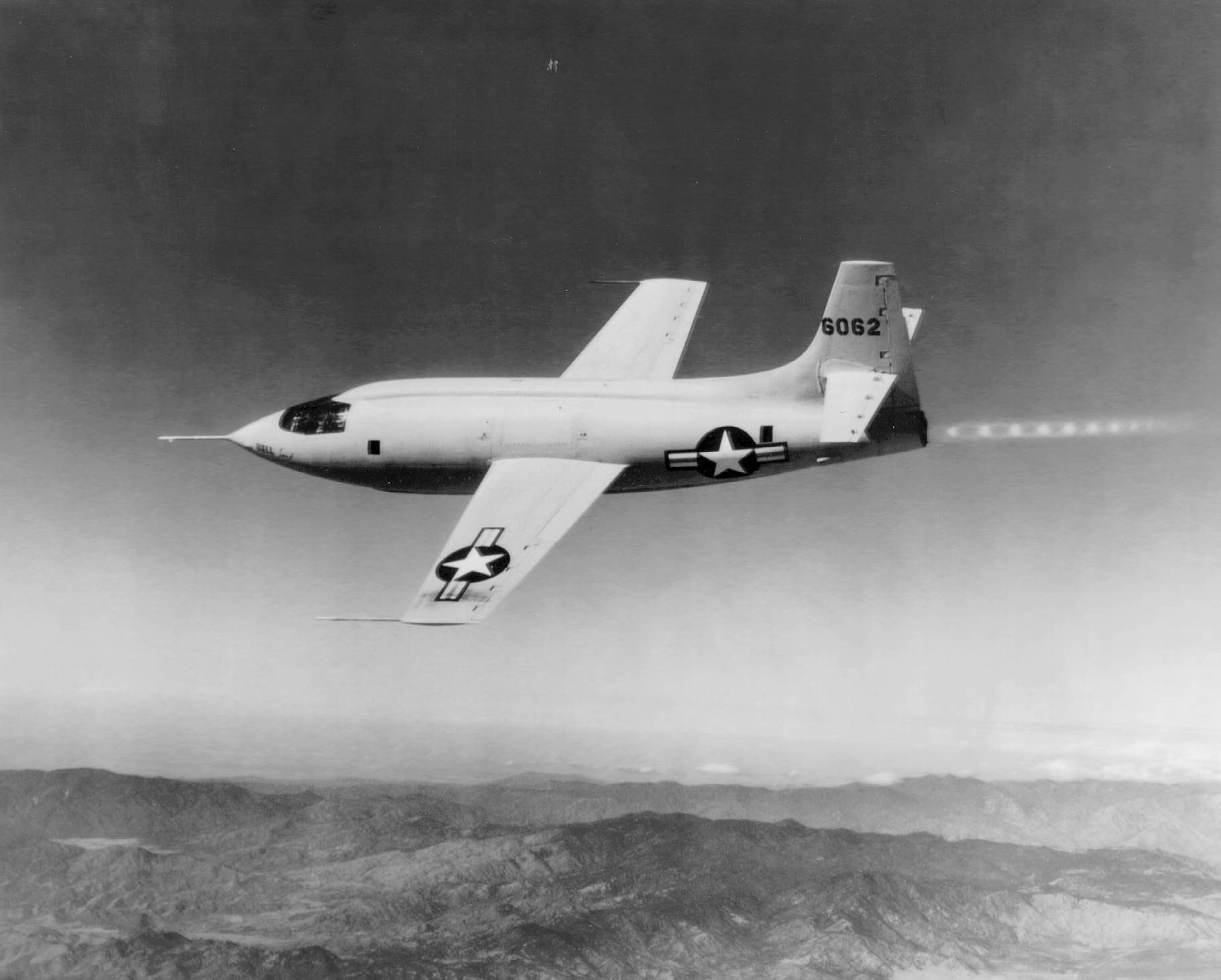
O Bell X-1 de 1947, a primeira aeronave supersônica.

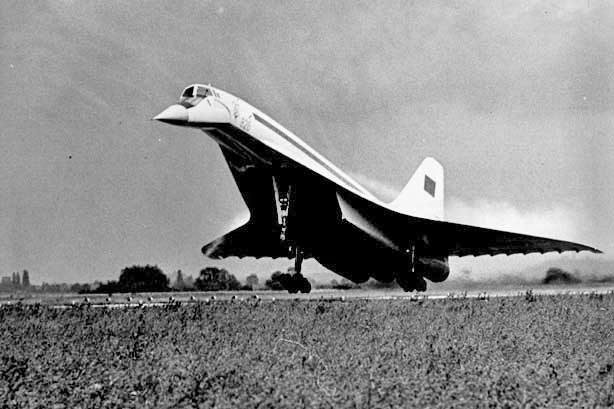
O Tupolev Tu-144 de 1968, o maior avião supersônico já construído.

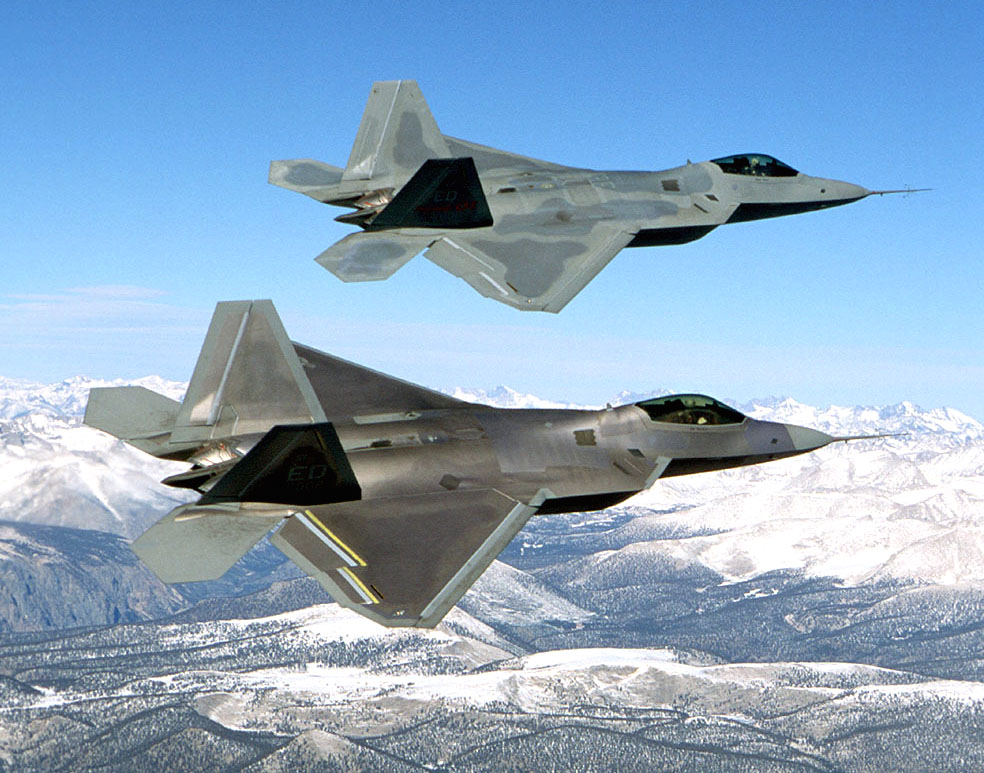
Dois F-22 de 1997 da Lockheed Martin, em voo.

Aviões supersónicos, como o Concorde e caças militares, fazem uso de motores especiais, que geram potência necessária para quebrar a barreira do som. Além disso, o desenho do avião supersónico apresenta certas diferenças com o desenho de aviões subsónicos, devido à compressão do ar em altas velocidades não só asa, também à fuselagem tem desenho diferente em relação aos aviões subsônicos além da clara necessidade de reduzir o arrasto do aparelho com o ar.
Nos caças, a área das asas são reduzidas, visando o menor arrasto (que permite alcançar velocidades extremas), necessitando de uma velocidade muito maior para compensar essa perda de sustentação. A velocidade de decolagem de certos caças chega à 220 km/h.
Em porta-aviões, usa-se uma espécie de catapulta linear, movida à pressão do vapor proveniente do próprio motor da embarcação. Essa catapulta fica abaixo da pista, ficando visível apenas um gancho no chão da pista, que encaixa no trem de pouso dianteiro da aeronave e a impulsiona fazendo-a atingir a velocidade necessária para decolagem em uma pista curta. À primeira vista, a parte visível desse sistema se assemelha a um trilho. No pouso a velocidade é igualmente alta. Então o caça faz o uso de um gancho de retenção (localizado na parte traseira do avião), que prende-se à cabos de aço esticados na pista, ajudando a parar rapidamente.
O voo em velocidade supersónica gera mais poluição sonora devido à onda de choque. Isto limita os voos supersónicos a áreas de baixíssima ou nenhuma densidade populacional. Quando passam numa área de maior densidade populacional, os aviões supersónicos são obrigados a voar em velocidade subsónica. Algumas aeronaves são capazes de voar em velocidades hipersónicas, geralmente, velocidades que superam cinco vezes a velocidade do som. O corpo sustentante é um exemplo deste tipo de aeronave.

## Projeto e construção

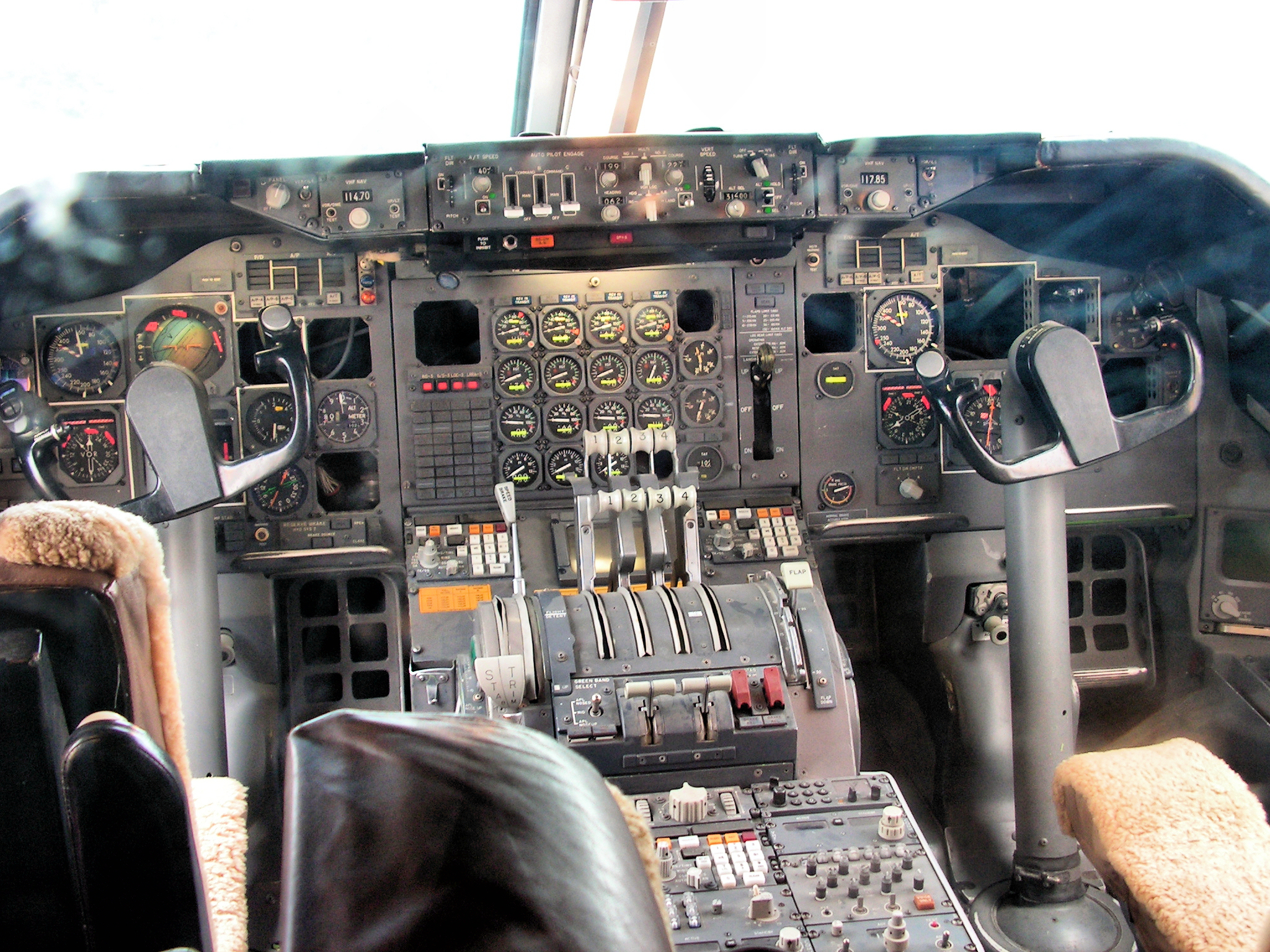
Cabine de comando de um Boeing 747.

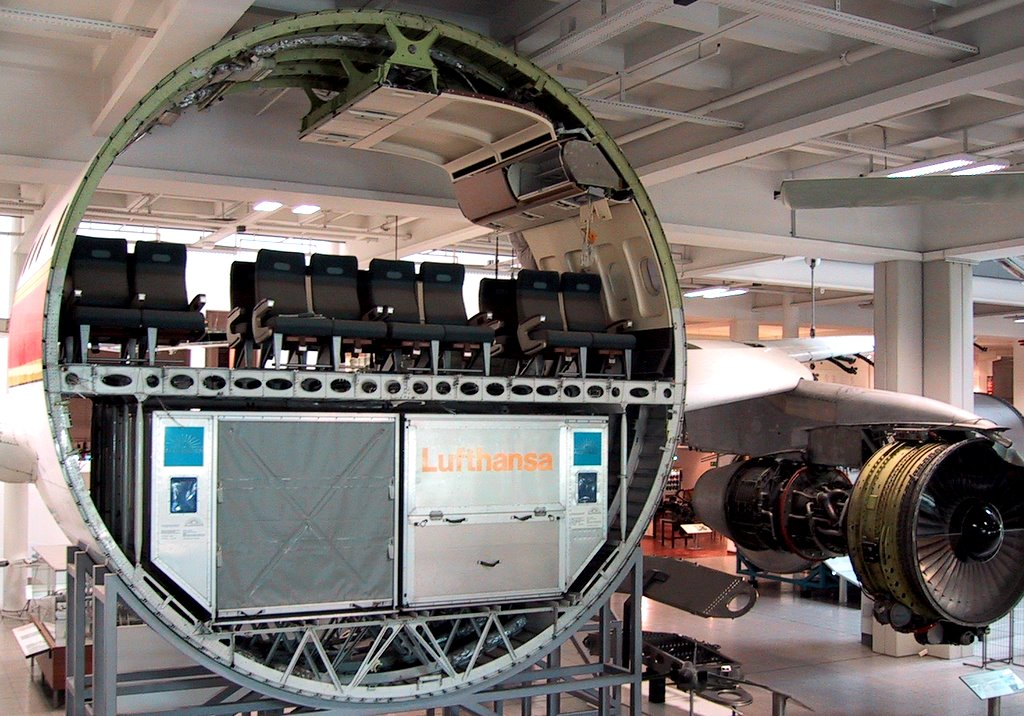
Corte de um Airbus A300.

Pequenos aviões, para um ou no máximo dois passageiros, podem ser construídos em casa, por aviadores que possuem muito conhecimento técnico na área de física e aerodinâmica. Outros aviadores com menos conhecimentos fazem seus aviões usando kits de pequenas aeronaves, com peças pré-fabricadas, e montando a aeronave em casa.
Aviões produzidos desta maneira, porém, são os menos conhecidos. Dada a sua delicadeza, aviões construídos para exploração econômica de sua operação precisam passar por um processo minucioso e demorado de planejamento, por motivos de segurança impostos pelo órgão de aviação ou de transportes do país à companhia construtora. Isto pode durar até quatro anos, em pequenos turboélices, a 12 anos, em aviões com o porte do A380. A Federal Aviation Administration, por exemplo, exige que a asa fixada à fuselagem consiga gerar seis vezes mais força de sustentação em relação ao seu peso (força exercida pela força de gravidade na aeronave).
Neste processo, estabelecem-se em primeiro lugar os objetivos da aeronave. Uma vez completos, a empresa construtora usa um grande número de desenhos e equações, tudo calculado em teoria, estimando o comportamento da aeronave. Os computadores são atualmente muito utilizados por companhias construtoras de aviões como um meio de desenho e planejamento do avião. Pequenos protótipos, ou certas partes do avião são, então, testados em túneis de vento, para verificar a aerodinâmica da aeronave.
Quando o avião é aprovado neste processo, constrói-se um número limitado destes aviões, para o testar como um todo no solo. Atenção especial é dada aos motores e às asas.
Depois de aprovado, pelo processo acima indicado, a companhia construtora é autorizada por um órgão competente de aviação ou transportes em geral a fazer um primeiro voo. Quando o comportamento da aeronave não apresenta suspeitas de falhas, os voos de teste continuam até que o avião tenha cumprido todos os requisitos necessários. Então, o órgão público competente de aviação ou transportes do país aprova o projeto do avião e a companhia passa à produção em massa da aeronave.
Nos Estados Unidos, este órgão é a Federal Aviation Administration (FAA), e na União Europeia, a Joint Aviation Authorities (JAA) e a European Aviation Safety Agency (EASA). Estas três são as entidades de regulamentação de aeronaves mais importantes do mundo. No Canadá, o órgão público encarregado de regulamentar e autorizar a produção em massa de aeronaves é o Transport Canada Civil Aviation (TCCA). No Brasil, o órgão é a Agência Nacional de Aviação Civil (ANAC).
No caso do comércio internacional de aviões, uma licença do órgão público de aviação ou transportes do país onde a aeronave está a ser comercializada também é necessária. Por exemplo, aeronaves da Airbus precisam ser certificadas pela FAA para serem vendidas nos Estados Unidos, enquanto aeronaves da Boeing precisam ser aprovadas pela JAA para serem comercializadas na União Europeia.

### Produção industrializada

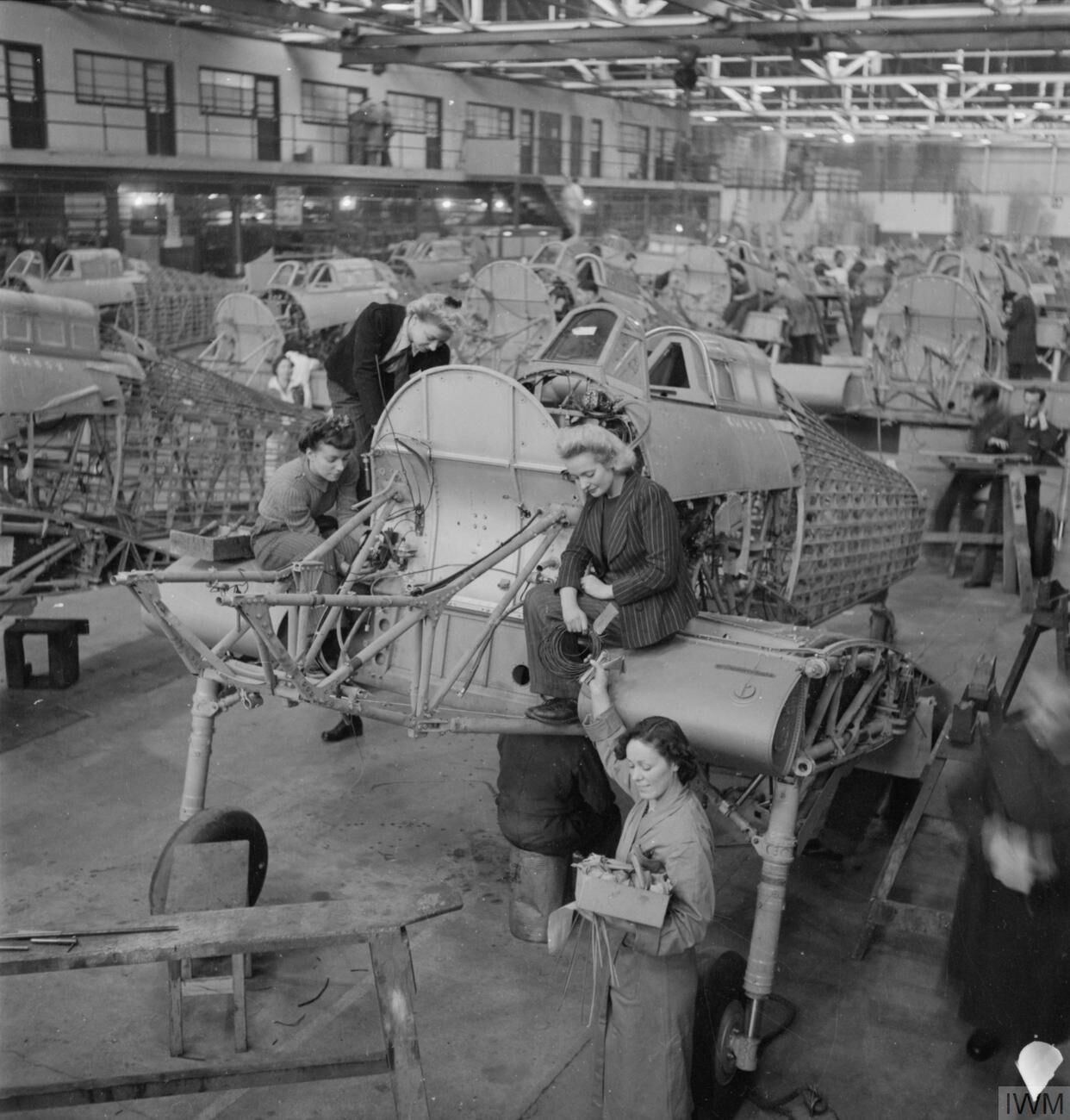
Linha de montagem do caça Hawker Hurricane, na Grã-Bretanha, em 1942. Em plena Segunda Guerra Mundial, a montagem era feita também por mulheres.

São relativamente poucas as companhias que produzem aviões em larga escala. Porém, a produção de um avião por uma dada companhia é um processo que envolve outras dezenas, ou talvez centenas, de outras empresas e fábricas, que produzem partes determinadas da aeronave. Por exemplo, uma empresa pode ser responsável pela produção do trem de pouso, enquanto outra é responsável pelo radar, e outra ainda pelo motor ou reator. A produção de tais peças não se limita a apenas algumas cidades de um dado país; no caso de grandes companhias de manufatura de aeronaves, tais peças podem vir de diversas partes do mundo.
Uma vez fabricadas, as peças são enviadas para a fábrica principal da companhia aérea, onde está localizada a linha de produção. As diferentes peças juntam-se umas às outras, no final, produzindo a aeronave. No caso de grandes aviões, podem existir linhas de produção dedicadas especialmente à montagem de certas partes de grande porte da aeronave, como as asas e a fuselagem.
Quando pronto, um avião passa por uma rigorosa inspeção, em busca de falhas e defeitos, e sendo aprovado nesta inspeção, o avião é testado por um piloto, em um voo de teste, de forma a assegurar que os controles da aeronave estejam em ordem. Com este teste final, o avião está pronto para receber os "retoques finais" (configuração interna, pintura, etc.), e pronto a ser enviado aos seus clientes.

## Componentes
Um avião é composto basicamente de corpo principal e asas, a relação do comprimento do corpo para a envergadura das asas varia de acordo com a aeronave, em geral, aeronaves mais rápidas costumam ter um maior comprimento em relação a envergadura, os primeiros aviões eram construídos basicamente de madeira. Após a Segunda Guerra Mundial se popularizaram as aeronaves feitas de metal. Mais recentemente também foi adicionado compósito ao material das aeronaves.

### Corpo
O corpo da aeronave é composto basicamente de:
- Fuselagem - Um corpo longo, geralmente cilíndrico, em grande parte das aeronaves pressurizado, que contém a cabine de pilotagem, as cabines de passageiros, compartimento de carga e trens de aterrissagem. Alguns aviões podem possuir mais de uma fuselagem, como o North American F-82 Twin Mustang. A estrutura pode ser no formato de treliça, geodésica ou monocoque.

### Asas

Componentes da asa principal de um avião: 1: Winglet; 2: Aileron de baixa velocidade; 3: Aileron de alta velocidade; 4: Flap; 5: Flap Krueger; 6: Slats; 7: Flap interno; 8: Flap externo; 9: Spoiler; 10: Spoiler de freio.

As asas geralmente se expandem lateralmente, são as asas que proveem a sustentação e o controle do avião no ar. Aviões costumam ter asas rígidas mas flexíveis, para melhor suportarem as turbulências. Também existem aeronaves cujas asas são de geometria variável, que alteram o ângulo em relação à fuselagem (ângulo de enflechamento). São geralmente utilizadas em aviões supersônicos, diminuindo o arrasto em altas velocidades, com um maior ângulo de enflechamento, e aumentando a sustentação em baixas velocidades – como no pouso e decolagem – com um menor ângulo de enflechamento.
- Aerofólio — O aerofólio é o formato do corte da asa, variam de acordo com o tipo e o propósito do avião, o formato mais comum de aerofólio em aviões é o Clark Y.
- Asa principal — Provê a sustentação da aeronave, além se servir de suportes para partes auxiliares como motor, trem de pouso, flaps, spoilers, etc.
  - Flap — São dispositivos hipersustentadores que ficam na parte de trás das asas principais para aumentarem a sustentação da asa.
  - Flap Krueger — superfície montada na parte inferior da asa. É articulado no bordo de ataque, aumentando a curvatura da asa e a sua sustentação. Seu efeito é similar ao dos slats.[47]
  - Spoiler — Posicionam-se na parte de cima da asa principal, serve para diminuir a sustentação do avião.
  - Componente posicionado na ponta da asa principal, serve para diminuir o arrasto induzido.
  - Slat — Dispositivo de sustentação auxiliar do bordo de ataque da asa, se move para frente para permitir a passagem de ar.

### Empenagem

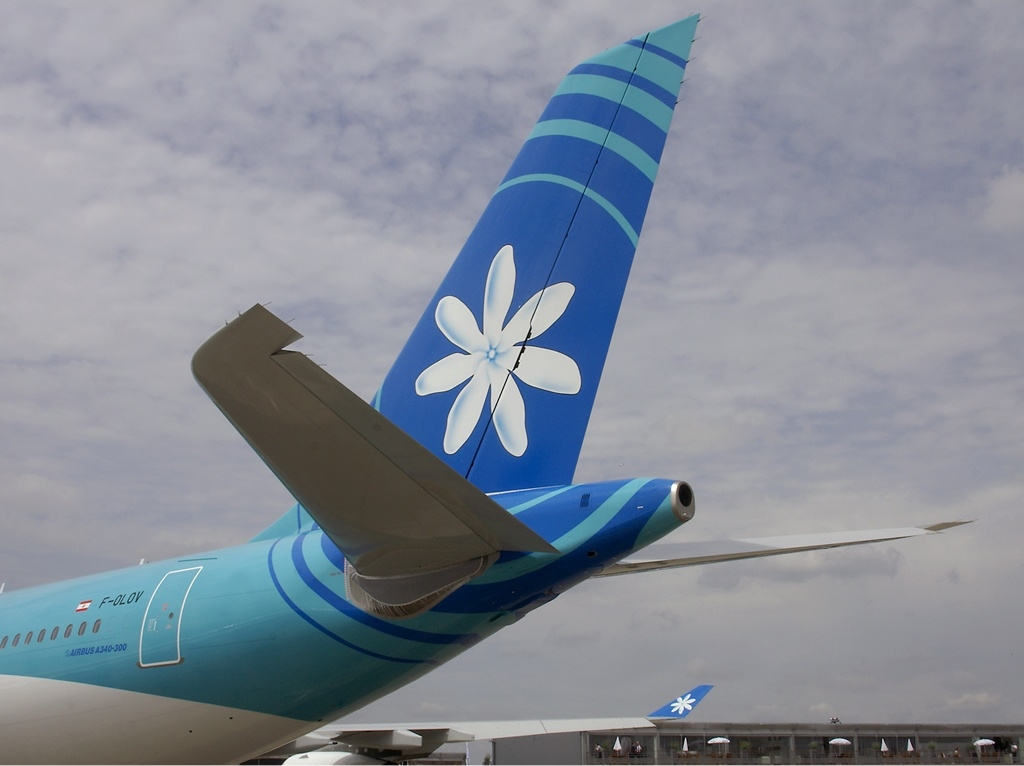
Empenagem de um Airbus A340.

Apesar de darem sustentação, as asas não garantem sozinhas a estabilidade do avião, a empenagem é o conjunto de asas auxiliares geralmente composto por estabilizadores e lemes que ficam na cauda para auxiliar a navegação do avião na estabilidade vertical e horizontal.
Alguns aviões possuem uma asa principal o grande suficiente para não precisarem de estabilizadores ou lemes, algumas outras, possuem estabilizadores na parte da frente das aeronaves, nesse caso, dá o nome dessas peças de canards.

## Segurança

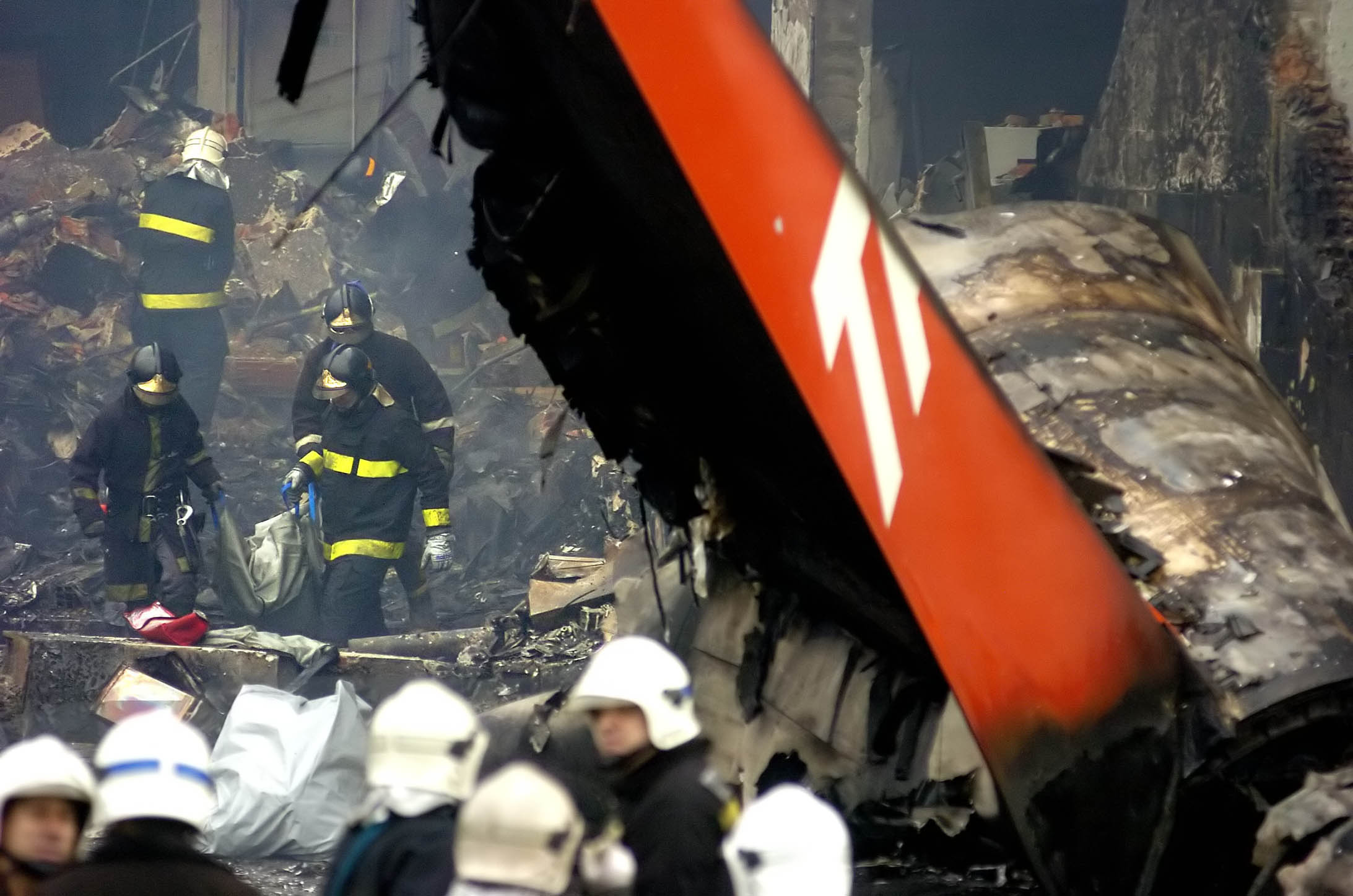
Bombeiros entre os destroços do acidente do Voo TAM 3054, em São Paulo, Brasil.

Estatísticas mostram que o risco de um acidente aéreo é muito pequeno. Erros mínimos e/ou condições meteorológicas adversas podem causar sérios acidentes, especialmente nos dois momentos críticos de um voo: pouso e decolagem, devido à complexidade dessas operações. Além disso, aviões às vezes são alvos de terroristas ou outros atos criminosos, fazendo com que muitos tenham medo de voar por temerem serem vítimas de tais ocorrências. No entanto, a parcela de acidentes aéreos causados por ataques terroristas ou outros atos criminosos é pequena em comparação ao número total de acidentes.
A maioria dos acidentes aéreos ocorre devido a falha humana durante o voo, seja por erro dos pilotos ou de algum órgão de controle (como a torre de controle). Em seguida, a falha mecânica é a segunda maior causa de acidentes aéreos, muitas vezes relacionada a negligência da companhia aérea em realizar a manutenção adequada dos aviões. Condições meteorológicas adversas são a terceira maior causa de acidentes.